# Jauharabad
Jauharabad (en ourdou : جوہرآباد) est une ville pakistanaise, et capitale du district de Khushab, dans la province du Pendjab.
La ville est nommée en l'honneur de leader indépendantiste pakistanais Mohammad Ali Jouhar.
La population de la ville a été multipliée par près de six entre 1972 et 2017, passant de 14 681 habitants à 91 254. Entre 1998 et 2017, la croissance annuelle moyenne s'affiche à 4,4 %, largement supérieure à la moyenne nationale de 2,4 %. En 2023, la population de la ville monte à 113 188 habitants.
|            | 1972 (rec.) | 1981 (rec.) | 1998 (rec.) | 2017 (rec.) | 2023 (rec.) |
| ---------- | ----------- | ----------- | ----------- | ----------- | ----------- |
| Population | 14 681      | 18 742      | 40 175      | 91 254      | 113 188     |